# Перепелицевка
Перепели́цевка (укр. Перепелицівка), село,
Замиський сельский совет,
Валковский район,
Харьковская область.
Код КОАТУУ — 6321282507. Население по переписи 2001 г. составляет 50 (14/36 м/ж) человек.

## Географическое положение
Село Перепелицевка находится в 2-х км от сёл Замиськое, Щербиновка и Тупицевка.
К селу примыкает небольшой лесной массив (дуб) — урочище Кашпуров Лес. Через село протекает небольшой пересыхающий ручей, относящийся к водозабору реки Мжа. На ручье местными жителями сделано несколько небольших запруд — ставков, в которых разводят рыбу. С соседними сёлами Перепелицовку соединяет асфальтированная дорога. В 2-х км от села проходит автомобильная дорога международного значения М-03 (E 40).

## История
- 1700 — приблизительная дата основания Замоського (центра сельсовета) с сайта Верховной Рады. Дата основания данного хутора — ?
- В 1940 году, перед ВОВ, на хуторе Перепелицевка были 87 дворов и ветряная мельница.[1]

## Объекты социальной сферы
До революции в селе была построена школа, состоявшая из двух отдельных корпусов — для младших классов и для средних. За недостатком учащихся школу закрыли ещё в 1970-х годах. Корпус средней школы в относительно хорошем состоянии сохранился до сих пор.
Раньше в селе функционировал клуб с концертным залом, а также библиотека. В середине 1990-х они были закрыты. Позднее здание, в котором они располагались, было снесено.
Также в селе функционировал магазин, который закрылся в конце 1990-х гг.